# Medykalizacja
Medykalizacja – termin socjologiczny używany do opisania „procesu, w wyniku którego pewne rejony życia społecznego stają się domeną medyczną, i są kolonizowane przez przedstawicieli służby zdrowia”. Pojęcie zwykle używane jest krytycznie wobec zbyt wielkiego wpływu medycyny na kształtowanie obrazu m.in. normalności i patologii, chociaż (jak w przypadku kary śmierci, zob. niżej) nie jest to jedyna możliwa interpretacja tego terminu.
Problemem medykalizacji zajął się po raz pierwszy Michel Foucault w swojej książce Narodziny kliniki (1963), gdzie proponuje teorie powstania „spojrzenia medycznego” na zjawiska do tej pory uznawane za przejaw tolerowanej inności. Interesuje to go przede wszystkim w kontekście chorób psychicznych. Osobą, której przypisuje stworzenie tego spojrzenia jest francuski lekarz psychiatra Philippe Pinel z przełomu XVIII i XIX wieku. Główną odpowiedzią na krytyki zarzucające psychiatrii jej medykalizację był ruch antypsychiatryczny, funkcjonujący od lat 60. XX w.
Opisano kilka typów medykalizacji, m.in.
- medykalizacja porodu – z perspektywy feministycznej, „medykalizacja i kontrola narodzin są połączone w sposób nierozerwalny z patriarchatem”[2];
- medykalizacja dzieciństwa – wprowadzenie i popularyzacja medycznego rozumienia zachowań dziecka pod nazwą ADHD; model ten jest, zdaniem jego krytyków, niezadowalający z punktu widzenia taksonomicznego i terapeutycznego[3][4];
- medykalizacja życia osób starszych, gdzie „we współczesnym świecie, konstruujemy wiek podeszły jako problem medyczny, który nauka pewnego dnia zdoła rozwiązać”[5];
- medykalizacja kary śmierci – „proces, w którym techniki medyczne używane są w wykonywaniu kary śmierci”[6]. J. Gaie twierdzi jednak, że proces ten jest integralną częścią etyki medycznej.